# Vladimir Chichov
Vladimir Aleksandrovitch Chichov (en russe : Владимир Александрович Шишов) est un aviateur soviétique, né le 15 juillet 1910 et décédé le 9 mai 1969. Pilote de chasse et As de la Seconde Guerre mondiale, il fut distingué par le titre de Héros de l'Union soviétique.

## Carrière
Né le 15 juillet 1910 au village d'Oust-Tosno — l'actuelle ville d'Otradnoïe —, dans l'oblast de Léningrad, il rejoignit les rangs de l'Armée rouge en 1932, pour suivre les cours théoriques du collège de l'Air de Léningrad. Il poursuivit sa formation pratique au collège militaire de l'Air d'Orenbourg, dont il sortit pilote breveté en 1935.
En 1939, il participa à la bataille de Khalkin Gol, contre les Japonais. En juin 1941, alors starshii leitenant (lieutenant) au 178.IAP (régiment de chasse aérienne), équipé de MiG-3, il obtint plusieurs victoires durant les premières semaines de l'invasion allemande. 
Ainsi, au cours du seul mois de juillet 1941 :
- 6 juillet : 1 Junker Ju.88 et 1 Bf.109 abattus ;
- 9 juillet : 1 appareil non identifié abattu.

Promu peu après au grade de kapitan (capitaine), il reçut le commandement d'une escadrille au sein du 233.IAP, unité de chasse aérienne dépendant du front de Briansk. En juillet 1942, il était déjà titulaire de 13 victoires homologuées obtenues, en un an, au cours de 215 missions et 40 combats.
À l'issue de la guerre il prit sa retraite comme major (commandant) et devait décéder, le 9 mai 1969, à Otradnoïe.

## Palmarès et décorations

### Tableau de chasse
- Crédité de 16 victoires homologuées, toutes individuelles.

### Décorations
- Héros de l'Union soviétique le 23 novembre 1942 (médaille no 763) ;
- Ordre de Lénine ;
- Ordre du Drapeau rouge.